# Безбожник (Чечерский район)
Безбожник (бел. Бязбожнік) — посёлок в Полесском сельсовете Чечерском районе Гомельской области Беларуси.
На севере граничит с Чечерским биологическим заказником.

## География

### Расположение
В 35 км на северо-восток от Чечерска, 72 км от железнодорожной станции Буда-Кошелёвская (на линии Гомель — Жлобин), 100 км от Гомеля.

### Гидрография
На юге и западе мелиоративные каналы, соединённые с рекой Колпита (приток реки Сож).

## Транспортная сеть
Транспортные связи по просёлочной, затем автомобильной дороге Полесье — Чечерск. Деревянные дома расположены хаотично около просёлочной дороги.

## История
Основан в начале 1920-х годов на бывших помещичьих землях переселенцами из соседних деревень. В 1926 году в Полесском сельсовете Чечерского района Гомельского округа. В 1929 году организован колхоз. 8 жителей погибли на фронтах Великой Отечественной войны. Согласно переписи 1959 года в составе колхоза «Коммунар» (центр — деревня Полесье).

## Население

### Численность
- 2004 год — 3 хозяйства, 4 жителя.

### Динамика
- 1926 год — 18 дворов, 102 жителя.
- 1959 год — 91 житель (согласно переписи).
- 2004 год — 3 хозяйства, 4 жителя.